# Gnathostomulida
Gnathostomulida je koljeno sitnih morskih nesegmentiranih hermafroditskih životinja, beskralježnjaka crvolikog oblika koje žive po pjeskvitom i muljetim dnima. Podijeljeni su u dva reda: Bursovaginoidea i Filospermoidea. Narastu od svega 0.3 do najviše 4mm. Ime im dolazi od grčkog gnathos – vilice, i stoma –otvor, usta). 
Živčani sustav je jednostavan a od osjetila posjeduju spiralne cilijarne receptore, od kojih svaki ima po jedan pojedinačni bič ili ciliju, bazalno tijelo i centriole. U ustima imaju hitinske pločice a u ždrijelu hitinske vilice kojima stružu hranu (bakterije i alge) sa zrnaca pijeska. Predstavnici ovog koljena nemaju strukture za ekskreciju i cirkulaciju a njihovu funkciju vrše epidermalni kanali. Neke od ovih vrsta su anaerobne jer žive na mjestima siromašnog kisikom i s povećanom količinom sumporovodika i drugih sulfida. 
Najsrodniji su s kolnjacima (Rotifera), kukašima ili crvima bodljikavih glava (Acanthocephala) i Micrognathozoa.